# Aubelin Jolicoeur
Pour les articles homonymes, voir Jolicoeur.
Aubelin Jolicoeur né le 30 avril 1924 et mort le 14 février 2005, est un journaliste, chroniqueur et ministre haïtien.

## Biographie
Aubelin Jolicoeur naît en 1924 dans la ville de Jacmel. Il a deux passions, le journalisme et l'Art. Il est un grand collectionneur de peintures haïtiennes. L'écrivain haïtien, Jean Métellus, a l'occasion de rencontrer Aubelin Jolicoeur à Paris dans des salons parisiens. Jean Métellus rappelle que, lors de son voyage à Haïti, André Malraux, Ministre de la Culture français, compara la galerie d'art d'Aubelin Jolicoeur à un musée. Il est le plus ancien journaliste du grand quotidien haïtien Le Nouvelliste en débutant dans ce journal après la Seconde Guerre mondiale.
Il assure la rubrique "Choses et gens", résolument tournée vers les fastes de la mondanité, les délices de la jet-set haïtienne, la vie des célébrités étrangères de passage en Haïti; mais aussi l'éloge du savoir, du capital culturel, des préoccupations sociales, des réflexions philosophiques et les vertus de la société traditionnelle haïtienne.
Aubelin Jolicoeur est reconnaissable à sa canne sculptée et souvent vêtu de blanc. En quête de reportages, de rencontres et d'entretiens, il est devenu un "boulevardier" d'Haïti. Max Chauvet, directeur du plus ancien quotidien d'Haïti Le Nouvelliste, rendit hommage à son humanisme, et à sa générosité intellectuelle.
Il devient directeur de l'Office de tourisme d'Haïti en poste à Port-au-Prince sous le régime des Duvalier (père et fils).
En 1986, après la chute de la dictature des Duvalier, il est nommé Ministre de l'Information sous le régime de Henri Namphy.
Sous le nom de "Petit Pierre", Jolicoeur est le héros d'un livre de Jean Raspail.
Il a inspiré le personnage du même nom (Petit Pierre) dans le roman "Les Comédiens" de Graham Greene dont on a tiré un film.
Aubelin Jolicoeur meurt le 14 février 2005 à Jacmel.

## Sources
1. ↑  « Aubelin Jolicoeur, Haitian Muse, Dies at 80 », sur nytimes.com (consulté le 14 février 2015)
2. ↑  Hommage de Jean Metellus
3. ↑  Hommage au doyen de la presse haïtienne: Aubelin Jolicoeur
4. ↑  Nécrologie
5. ↑  Aubelin Jolicoeur en Petit Pierre